# Чарльз Мелтон
Чарльз Мелтон (англ. Charles Melton; нар. 4 січня 1991, Джуно, Аляска, США) — американський актор і модель. Найбільш відомий за роллю Реджі Мантла в телесеріалі «Рівердейл» (2017—2023). Номінант на премію «Золотий глобус» за роль у драмі «Травень, грудень» (2023).

## Біографія
Чарльз Мелтон народився в 1991 році в невеликому містечку Джуно на Алясці. Незабаром після народження Чарльза, його сім'я переїхала в штат Канзас, де він і виріс. Після закінчення школи, Чарльз Мелтон вступив до Університет штату Канзас, але через два роки покинув його, щоб стати актором.

## Кар'єра
Чарльз знімався в серіалах «Лузери»(2009—2015) та «Американська історія жаху» (2015—2016). Чарльз Мелтон так само відомий як модель, з фотосесіями для таких брендів як «Armani», «Azalea», «Dolce & Gabbana» «Hollister» і «Old Navy».
Популярність прийшла до Чарльза Мелтона завдяки ролі в серіалі «Рівердейл». Знятий за коміксом, який виходить з 1940-х років, на якому виросло кілька поколінь американців, серіал, в свою чергу теж швидко набув статусу культового. Чарльзу Мелтон дісталася роль Реджі Мантла, одного з постійних персонажів коміксу.
Уже в 2019 році на екрани вийшов фільм «Сонце теж зірка», де Чарльзу Мелтону дісталася головна роль. Тоді ж він знявся в кліпі «Break Up With Your Girlfriend, I'm Bored» на пісню Аріани Ґранде.
У 2023 році виконав роль чоловіка героїні Джуліанни Мур, за яку був номінований на низку премій, зокрема «Золотий глобус». У 2025 році зіграв одну з головних ролей у воєнному фільмі «Бойові дії».

## Особисте життя
З 2018 року Мелтон зустрічався з Камілою Мендес. У грудні 2019 року пара оголосила про завершення стосунків.

## Фільмографія

### Фільми
| Рік  | Українська назва               | Оригінальна назва             | Роль           | Примітки               |
| ---- | ------------------------------ | ----------------------------- | -------------- | ---------------------- |
| 2015 |                                | Faces Without Eyes            | Док            | Короткометражний фільм |
| 2016 |                                | Bad Friend                    | Колін          | Короткометражний фільм |
| 2016 |                                | The Channel                   | Кріс           | Короткометражний фільм |
| 2018 | Відсів: Новий світовий порядок | The Thinning: New World Order | Кейдж          | вебфільм               |
| 2019 | Сонце також зірка              | The Sun Is Also a Star        | Деніел Бе      |                        |
| 2020 | Погані хлопці назавжди         | Bad Boys for Life             | Рейф           |                        |
| 2020 | Мейнстрім                      | Mainstream                    | грає себе      | камео                  |
| 2021 | Перегони на межі               | Heart of Champions            | Кріс Девенпорт |                        |
| 2022 | Секретний штаб                 | Secret Headquarters           | Гаваї          |                        |
| 2023 | Травень, грудень               | May December                  | Джо Ю          |                        |
| 2025 | Бойові дії                     | Warfare                       | Джейк          |                        |

### Телебачення
| Рік         | Українська назва                  | Оригінальна назва             | Роль            | Примітки                                              |
| ----------- | --------------------------------- | ----------------------------- | --------------- | ----------------------------------------------------- |
| 2014        | Хор                               | Glee                          | модель          | Епізод: «New New York»                                |
| 2015 — 2016 | Американська історія жаху: Готель | American Horror Story: Hotel  | Містер Ву       | 2 епізоди                                             |
| 2017 — 2023 | Рівердейл                         | Riverdale                     | Реджі Мантла    | Другорядна роль (2-й сезон) Головна роль (сезони 3—7) |
| 2021        | Американські історії жаху         | American Horror Stories       | Вайатт          | Епізод: «The Naughty List»                            |
| 2023        | Покерфейс                         | Poker Face                    | Девіс МакДауелл | Епізод: «The Future of the Sport»                     |
| 2023        | Всесвітня історія, частина 2      | History of the World, Part II | Джоші Мадмен    | 3 епізоди                                             |

### Відеокліпи
| Рік  | Назва                                      | Виконавець    |
| ---- | ------------------------------------------ | ------------- |
| 2016 | «Save My Soul»                             | ДжоДжо        |
| 2019 | «Break Up with Your Girlfriend, I'm Bored» | Аріана Гранде |
| 2025 | «Love Hangover»                            | Дженні        |